# Julien Rémy
Julien Rémy , né le 16 septembre 1905 à Somain et mort le 21 mars 2001 à Valenciennes, est un sculpteur français. Il est le fils du industriel et un aviateur Arthur Rémy. Julien Rémy est nommé, en 1958, chevalier de l’Ordre des Arts et des Lettres.

## Biographie
Julien Rémy naît le 16 septembre 1905 au no 10 de la rue de Douai à Somain, ce qui correspond désormais à la rue Edmond-Simon, qui porte le nom d'un résistant. Son père est Arthur Paul Rémy, âgé de vingt-sept ans, coiffeur, et sa mère est Léonie Mio, vingt-deux ans et demi, ménagère. Son acte de naissance comporte une erreur, qui est corrigée par une décision du procureur de la république de Douai en date du 25 avril 1960 : l'orthographe erronée Remi est remplacée par Rémy.
Il est élève aux Beaux-Arts de Valenciennes, 1er grand prix Roux de l'institut à l'âge de vingt-deux ans. Il est également médaille d'or des Artistes français.
Julien Rémy se marie à Somain le 15 septembre 1930 avec Lucienne Brabant. Il a une fille, Évelyne, qui épouse Michel Werquin, ainsi qu'un fils, Ildephonse, né en juin 1931, qui épouse Évelyne Louis.
On lui doit des sculptures sur les monuments aux morts de Bruille-lez-Marchiennes et Fenain, ainsi qu'un buste du maire et fondateur de l'hôpital de Somain Victor Brachelet, daté de 1955. Il a réalisé La Vieille et la Chèvre.
Julien Rémy est membre des Amis du vieux Somain depuis la création de l'association en 1960. Une exposition lui est consacrée ainsi qu'au peintre Fernand Fontaine en mairie de Somain.
Il meurt le 21 mars 2001 à Valenciennes et est inhumé au cimetière de Fenain, dans la tombe de ses beaux-parents et de son épouse, morte en 1999.

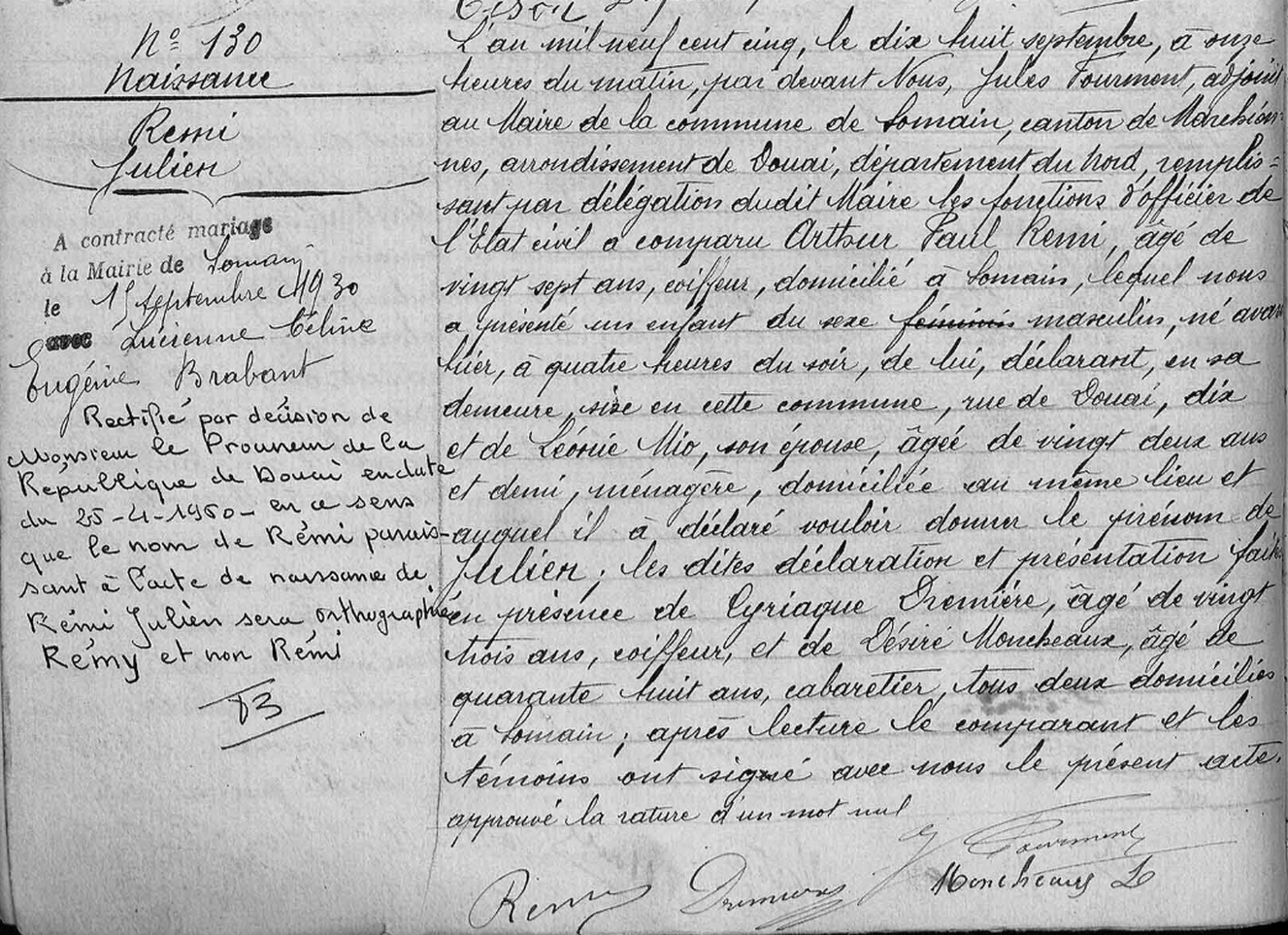
Son acte de naissance.
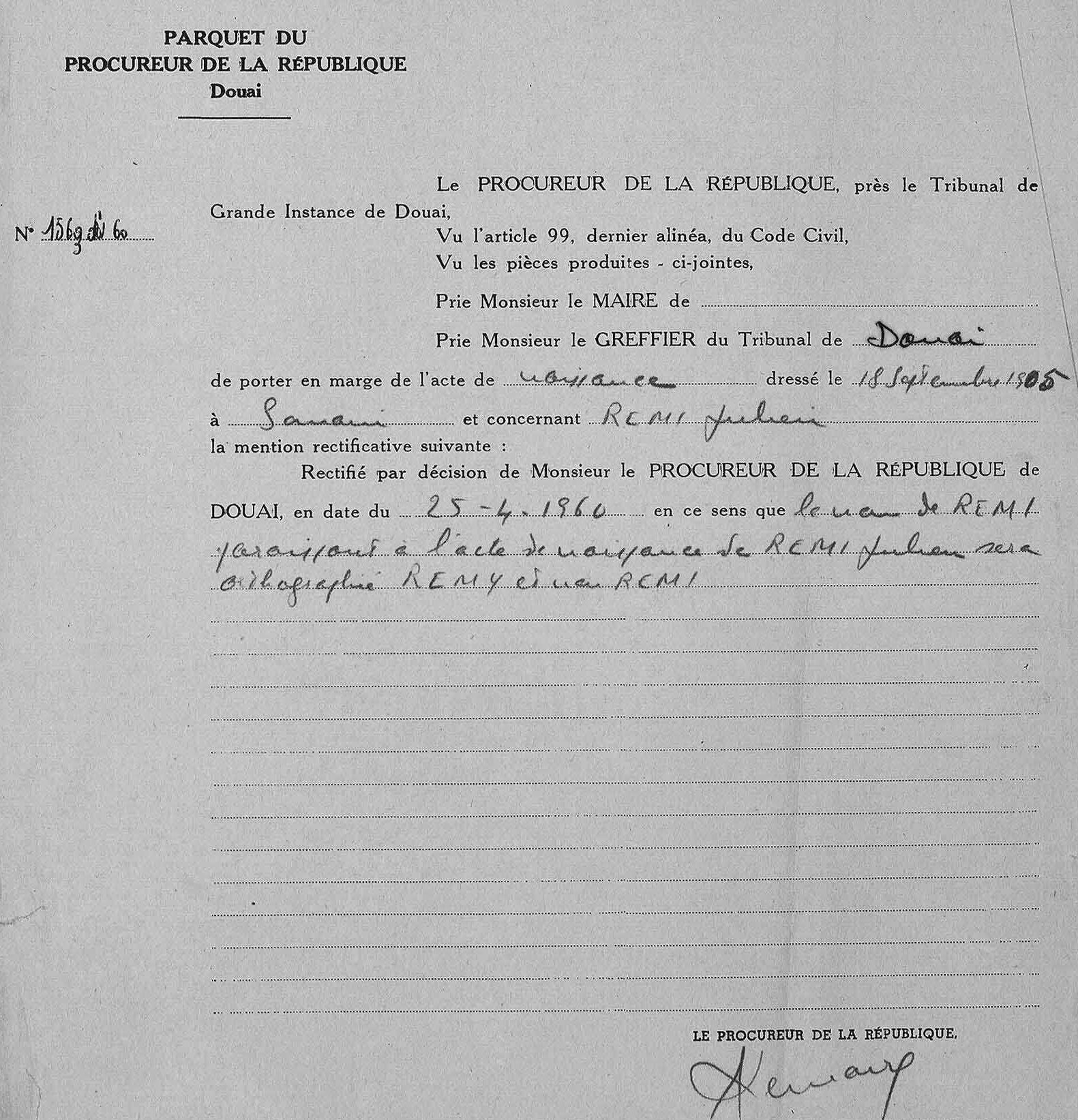
Décision de rectification de l'acte de naissance.
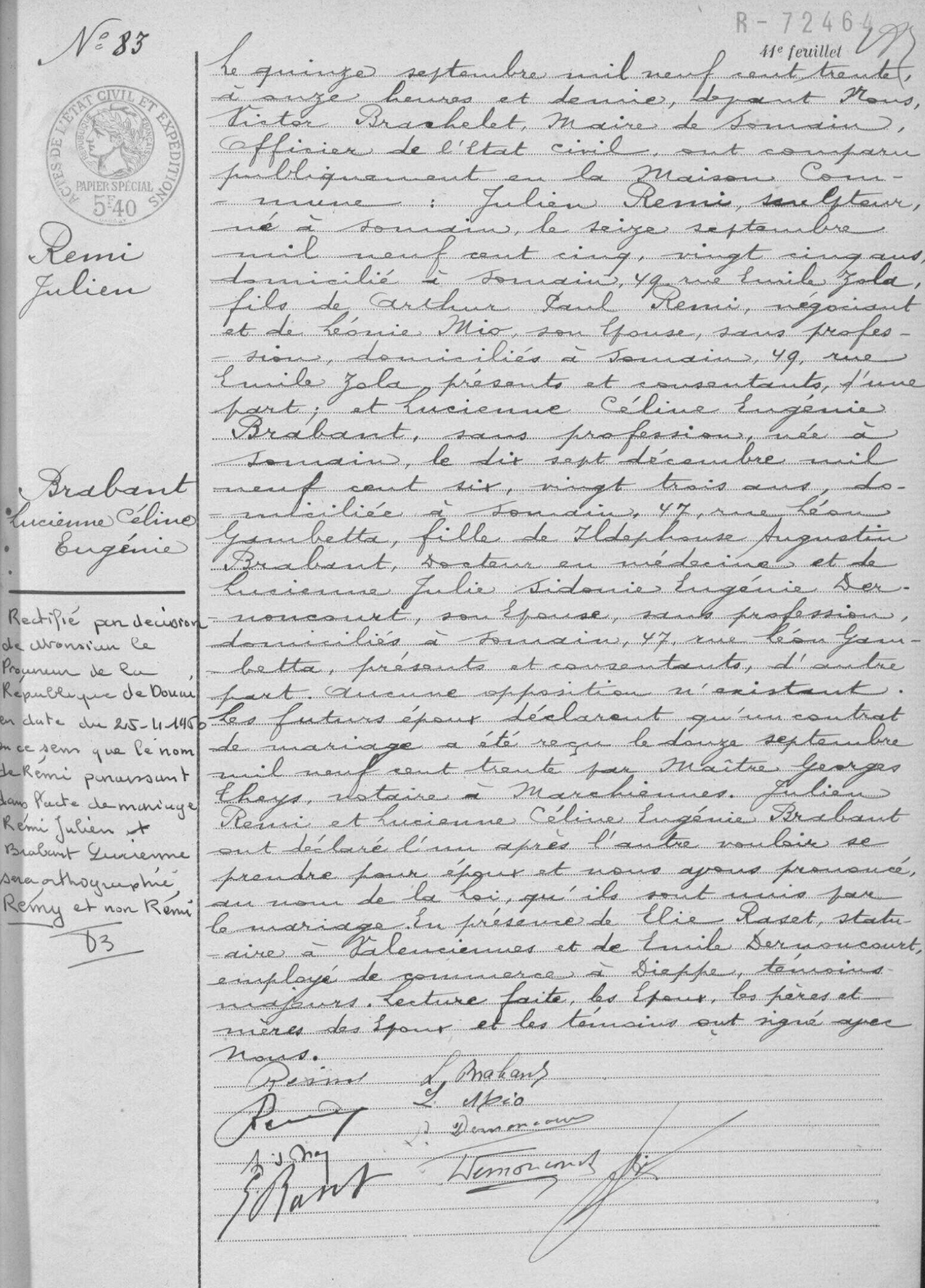
Son acte de mariage.
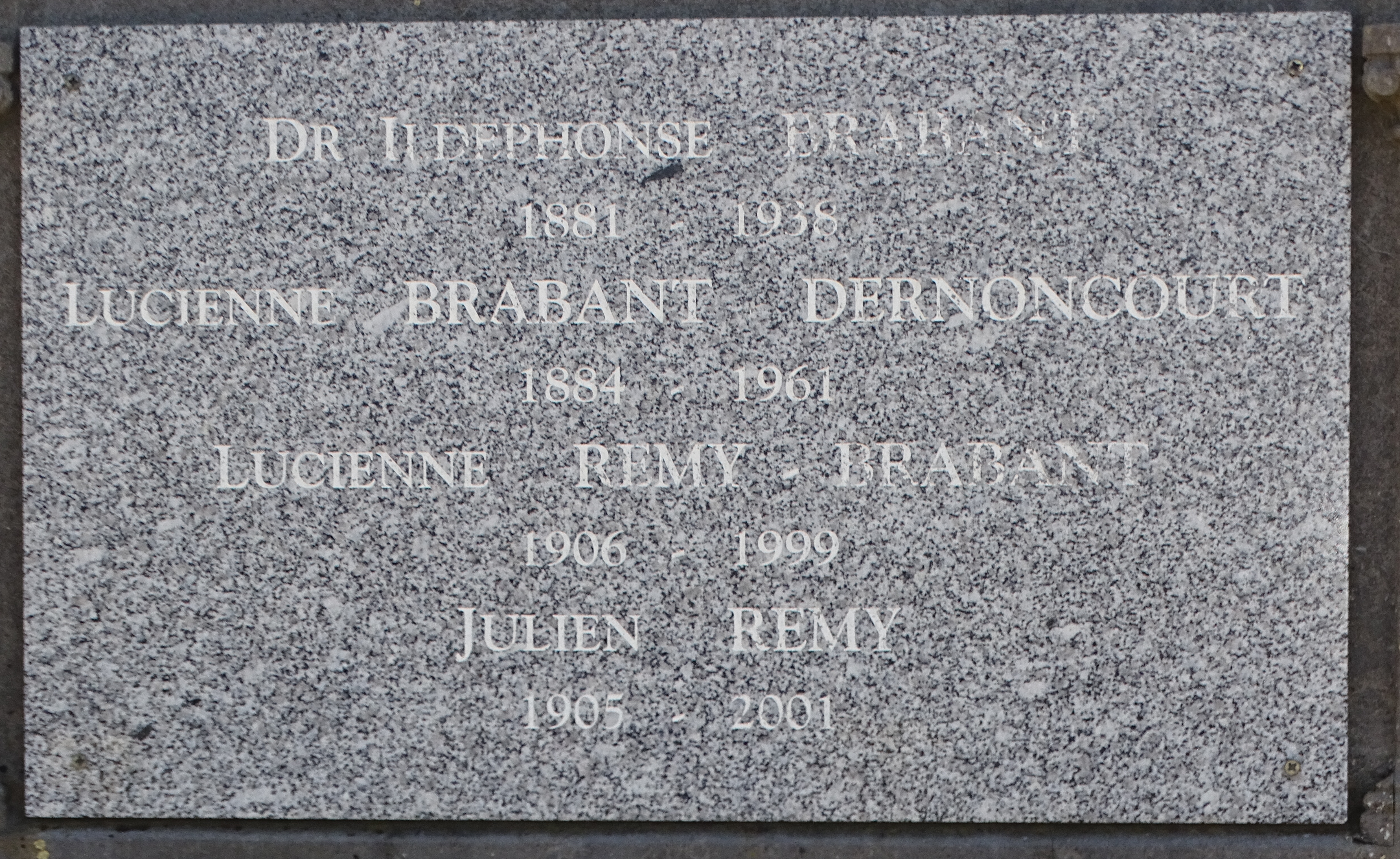
Détail de sa tombe.

## Distinctions
Julien Rémy a reçu plusieurs prix du Salon des artistes français : une médaille d'argent en 1928 pour son œuvre La Terre, une médaille d'or en 1932 pour Retour des champs (hors concours) et Bourse de voyage Italie (membre du jury des Artistes français), et une médaille d'honneur et le grand prix du Salon des Artistes Français en 1974 pour sa sculpture La Qualité de la vie.

## Œuvres

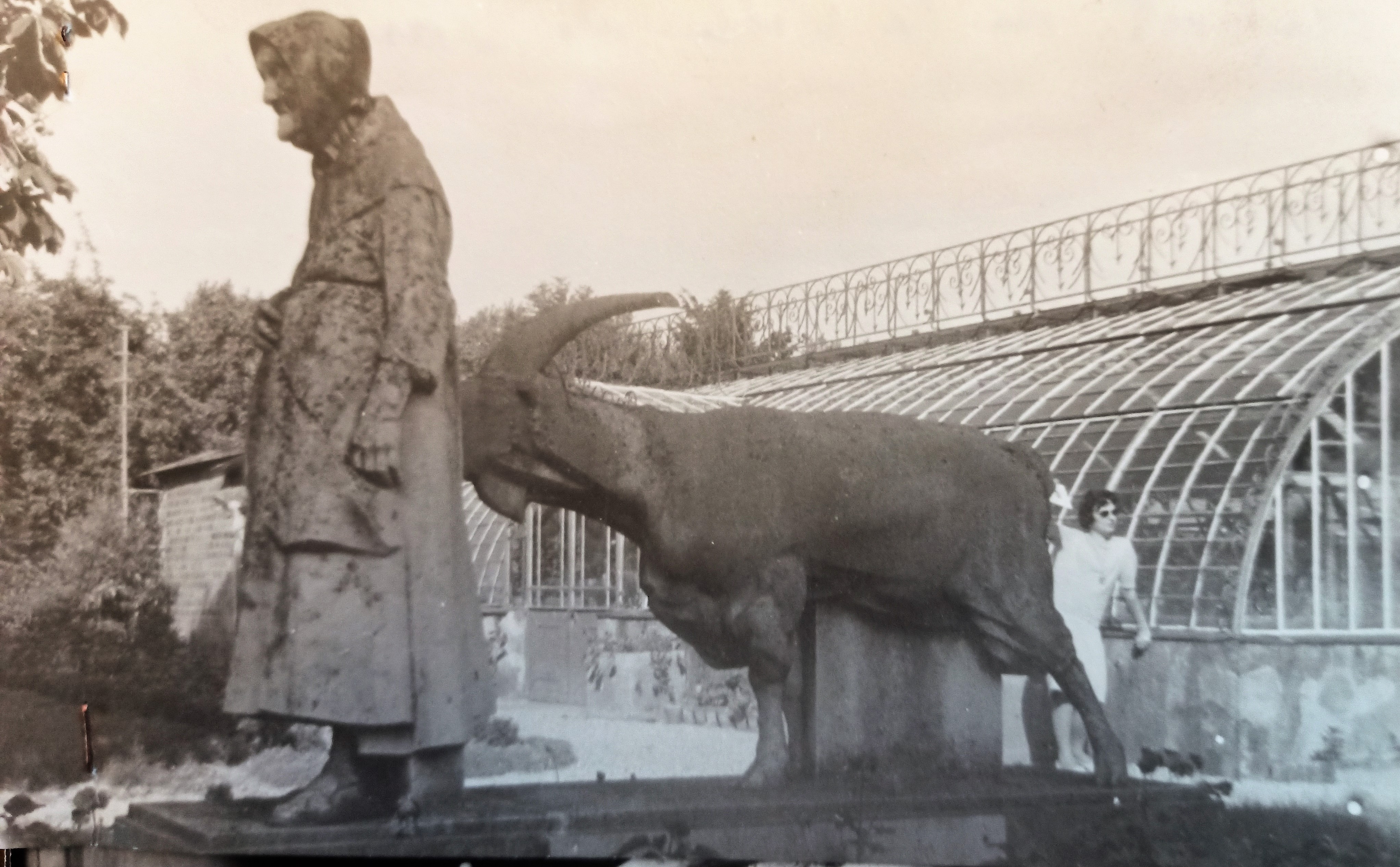
Julien Rémy, Le retour des champs, médaille d'or 1932 du Salon des artistes français section sculpture. Œuvre achetée par la ville de Paris et offerte à la ville de Château-Thierry. Ensemble installé au jardin des petits prés. Devant la serre, la fille de l'artiste : Évelyne Rémy épouse Werquin.

- 1932 : achat de la ville de Paris du Retour des champs ; offert à la ville de Château-Thierry.
- 1936 : commande de l'État, Monument de Bernardin de Saint-Pierre en Martinique.
- 1938 : bas-relief (pierre) - Maternité et Hôpital de Somain.
- 1938 : groupe (pierre) à la bourse du travail, Somain.
- 1946 : Monument à Suzanne Lanoy (pierre), Bruille-lez-Marchiennes.
- 1947 : Monument de la Résistance (pierre), Fenain.
- 1950 : Chemin de Croix, église de Bruille-lez-Marchiennes.
- 1951 : Monument de la Résistance. (pierre) Orchies.
- 1951 :  Sainte Thérèse gisante  et bas-reliefs de l'église d’Hélesmes.
- 1952 :  Buste de monseigneur Leduc, Musée de l'Archevêché de Cambrai .
- 1952 : fonts baptismaux (bas-reliefs), église d’Hélesmes.
- 1952 : buste du préfet de Laon
- 1954 : restauration du christ du XVIIe siècle à l'église Notre-Dame-des-Orages de Somain, De Sessevalle à Somain (église détruite en 1983).
- 1954 : restauration du buste de Napoléon en préfecture de Laon
- 1955 : chemin de Croix, église Saint-Michel de Somain et deux bas-reliefs à l’école Victor-Hugo de Somain« Science sans conscience n'est que ruine de l'âme »
- 1956 : bénitiers de l'église de la Renaissance et Notre-Dame-Chapelle au mont de la Paix à Auberchicourt.
- 1957 : buste du professeur Minne à la faculté de médecine de Lille.
- 1958 : buste d’Irène Joliot-Curie à Fenain.
- 1958 : figure décorative Pomone.
- 1959 : hauts-reliefs de l'école de Fenain
- 1960 : hauts-reliefs de la mairie de Flers-en-Escrebieux.
- 1964 : médaillons de messieurs Leroux à Orchies.
- 1969 : bas-reliefs de l'ancienne mairie de Villers-Campeau à Somain.
- 1970 : bas-relief à l'école de Dechy.
- 1973 : bas-reliefs et Kangourou à l'école de Faches-Thumesnil.
- 1974 : La qualité de la vie (Bois), Salon des Artistes Français, médaille d’honneur et grand prix du salon (Denain, musée d'Archéologie et d'Histoire Locale)
- 1976 : bas-relief en marbre Assomption à Orchies.
- 1981 : réfection du christ en bois de l'église Saint-Michel de Somain.
- 1982 : bas-relief en bois La Vie est une musique, grand prix Bandoz du Salon des Artistes Français.